# وادي عفراء
وادي عفراء هو واد في سراة بلقرن تسيل مياهه من جبل الرهوة ومن جبل عفاس باتجاه الشمال الشرقي حتى يصب في وادي تبالة مخترقاً بلدات وقرى مركز عفراء، ومن روافده وادي عرعرة، وشعبة المراء، وشعيب الرحبة.